# マルフリート・ファン・オラニエ＝ナッサウ
マルフリート・フランシスカ・ファン・オラニエ＝ナッサウ（Margriet Francisca van Oranje-Nassau、1943年1月19日 - ） は、元オランダ女王ユリアナの三女。父は王配ベルンハルト。姉に前オランダ女王ベアトリクス、イレーネ、妹にクリスティーネがいる。現国王ウィレム＝アレクサンダーの叔母であり、2025年2月4日現在、王位継承順位は最下位の8位である。

## 誕生
マルフリート王女は、オタワのオタワ市民病院 で、ユリアナとベルンハルトとの間に生まれた。ユリアナは女王ウィルヘルミナの推定相続人だった。
1940年6月にナチス・ドイツによってオランダが占領されて以来、オランダ王族はカナダに疎開していた。マルフリートが生まれるとき、オタワ市民病院のユリアナが滞在していた病室は、カナダ政府によって一時的に治外法権が宣言された。これにより、病室はカナダの領域外ということにし、法的にどこの国にも属さない国際領土の扱いとした。これは、ユリアナが生んだ子供が、確実にオランダの国籍のみを有するようにするための措置であった。カナダは出生地主義であり、カナダ領内で生まれた子供には自動的にカナダの国籍が与えられる。しかし、オランダは二重国籍を認めていないので、カナダの国籍を持っているとオランダ国籍を喪失することになる。当時のオランダの王位継承順位は男子優先だったため、生まれてくる子供が男子だった場合は王位継承順位が2人の姉よりも上になり、将来国王になる可能性が高くなる。そのため、一時的に「カナダ領ではない」と宣言し、カナダの国籍が与えられないようにした。
カナダ政府が病室をオランダ領と宣言したというのはよくある誤解である。オランダの国籍法は主に血統主義に基づいており、出生地がどこであってもオランダ国籍の者の子にはオランダ国籍が与えられるため、病室をオランダ領にする必要はなかった。
オランダ王室はこの恩義への返礼として、毎年チューリップの球根をオタワ市に贈っている。
マルフリートの名は、ナチス・ドイツへの抵抗の象徴として戦争中に身に着けられた花であるフランスギク(margriet)にちなんで命名された。1943年6月29日、オタワのセント・アンドリュー長老派教会で洗礼を受けた。彼女の代父母は、アメリカ合衆国大統領フランクリン・D・ルーズベルト、イギリス王太后メアリー、ノルウェー王太子妃マッタと、ユリアナ王女のカナダでの女官のMartine Roellが務めた。

## 戦後

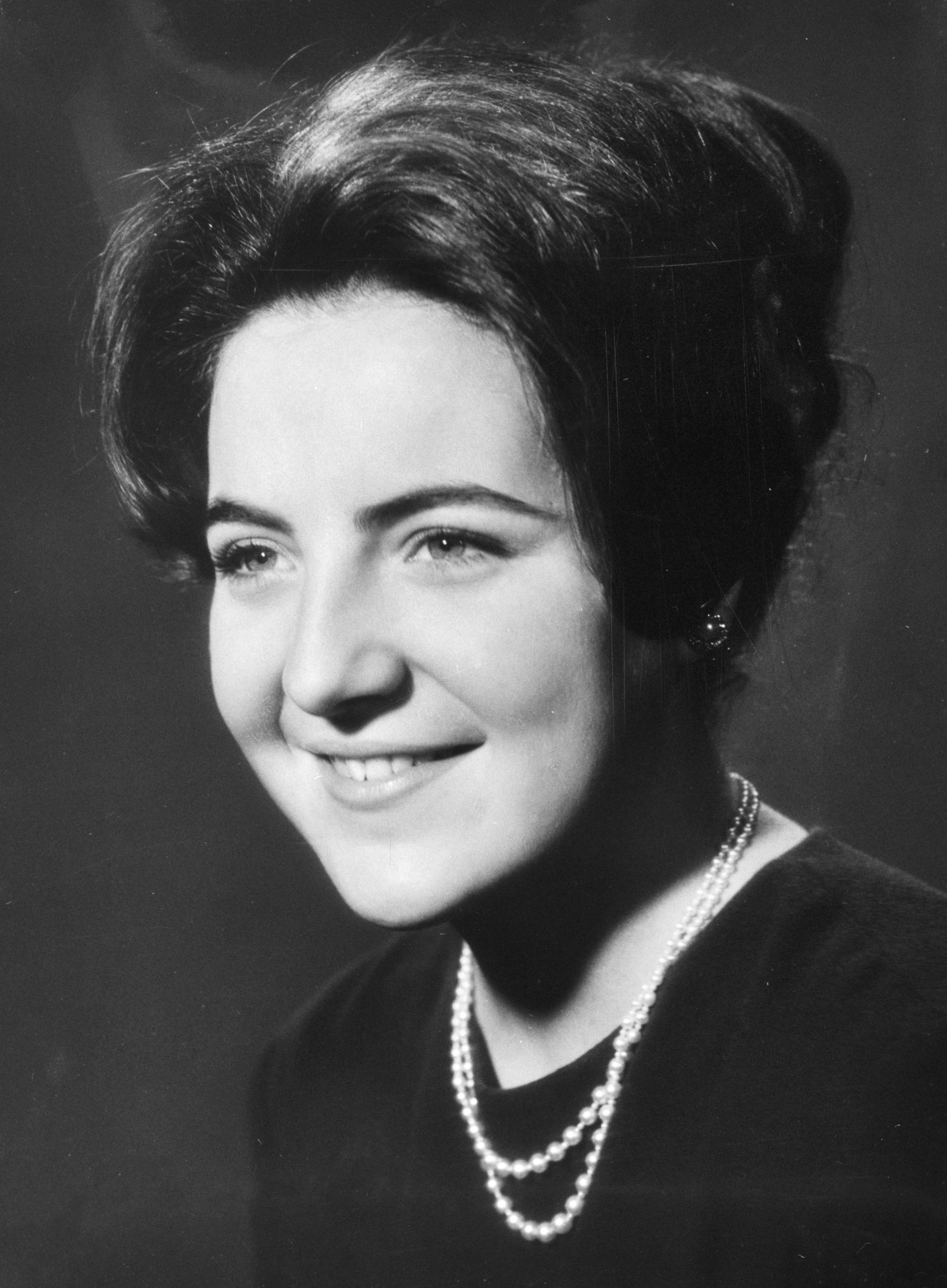
マルフリート王女（1964年）

オランダが解放された1945年8月、マルフリートは初めてオランダの地に立った。ユリアナとベルンハルトは、戦争前に住んでいたバールンのスーストデイク宮殿に戻った。
ライデン大学在学中に、将来の夫となるピーテル・ファン・フォレンホーフェンと出会った。1965年3月10日に婚約が発表され、1967年1月10日にハーグの大聖ヤコブ教会で結婚した。このとき、2人の間の子供は「ファン・オラニエ＝ナッサウ・ファン・フォレンホーフェン」(van Oranje-Nassau, Van Vollenhoven)の称号を名乗ると宣言された。2人の間にはマウリッツ王子（1968年4月17日生）、ベルンハルト王子（1969年12月25日生）、ピーター＝クリスティアーン王子（1972年3月22日生）、フロリス王子（1975年4月10日生）の4人の子供がいる。
マルフリートの一家はアペルドールンのヘット・ロー宮殿に住んでいる。

## 活動

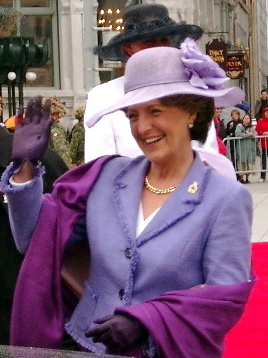
カナダ・チューリップ・フェスティバルに参加するためにオタワに到着したマルフリート王女（2002年5月）

1987年から2011年までオランダ赤十字社の副総裁を務めていた。オランダ赤十字社では、マルフリート王女基金を設立している。彼女は国際赤十字赤新月社連盟の理事である。
1984年から2007年までヨーロッパ文化財団の会長を務めていた。財団では、彼女の業績に感謝してマルフリート王女文化多様性賞を設立した。
彼女は国際パラリンピック委員会の名誉委員である。